# دايكي فوكاكوا
دايكي فوكاكوا (باليابانية: 深川 大樹) (29 أغسطس 1980 في فوكوكا في اليابان – )؛ هو لاعب كرة قدم سابق كان يلعب كمهاجم.